# Il giardiniere tenace
Il giardiniere tenace (The Constant Gardener) è un romanzo del 2001 di John le Carré.

## Trama
Narra la storia di Justin Quayle, un diplomatico britannico la cui moglie, un'attivista, viene uccisa in Kenya. Sospettoso delle circostanze dell'omicidio, Quayle decide di indagare e scopre una cospirazione internazionale che coinvolge un'azienda farmaceutica, la quale esegue sulla popolazione africana test clinici illegali per un farmaco di nuova generazione contro la tubercolosi.

## Ispirazione
Il romanzo è liberamente ispirato dal Contenzioso di Kano.

## Opere derivate
Dal romanzo è stato tratto un film, The Constant Gardener - La cospirazione, diretto da Fernando Meirelles, con Ralph Fiennes, Rachel Weisz, Hubert Koundé; musiche di Alberto Iglesias.

## Edizioni in italiano
- Il giardiniere tenace, traduzione di Annamaria Biavasco e Valentina Guani, Collana Omnibus, Milano, Mondadori, agosto 2001, ISBN 978-88-04-49346-4.
- Il giardiniere tenace, Collana Oscar bestsellers n.1315, Milano, Mondadori, 2002, ISBN 978-88-04-57558-0.
- John Le Carré, Il giardiniere tenace, legge: Stefano Cazzador, Feltre: Centro Internazionale del Libro Parlato, 2010
- John Le Carré, Il giardiniere tenace, traduzione di Annamaria Biavasco e Valentina Guani; apparati a cura di Paolo Bertinetti, Milano: Mondadori, 2021